# Viki Gabor
Pour les articles homonymes, voir Gabor.
Wiktoria « Viki » Gabor, née le 10 juillet 2007 à Hambourg en Allemagne, est une chanteuse polonaise, connue pour avoir remporté le Concours Eurovision de la chanson junior 2019 à Gliwice en Pologne.

## Jeunesse
Wiktoria Gabor naît le 10 juillet 2007 à Hambourg, dans une famille Rom de Pologne.  
Après sa naissance, sa famille retourne en Pologne, puis au Royaume-Uni, avant de s'installer à Cracovie lorsqu'elle a sept ans. Elle a une grande sœur, Melisa, qui est auteure-compositrice-interprète.

## Carrière

### 2019 — présent:The Voice Kids Polandet Eurovision junior
Fin 2018, Viki participe aux auditions à l'aveugle de The Voice Kids Poland. Elle intégrera l'équipe de Tomson & Baron, et ira jusqu'en finale où elle se classera quatrième. 
 
Elle sera ensuite sélectionnée pour participer à la 53e édition du Festival de Sopot, où elle interprétera son single Time. 

Elle participera ensuite à l'émission de télécrochet Szansa na sukces, qui servait alors de sélection nationale polonaise pour le Concours Eurovision de la chanson junior 2019. Elle remporte l'émission avec son titre Superhero, avec lequel elle représentera la Pologne au Concours. 

#### AuConcours Eurovision de la chanson junior
Le Concours se déroule le 24 novembre 2019 dans la ville de Gliwice, en Pologne, à la suite de la victoire l'année précédente de Roksana Węgiel. Viki présente sa chanson Superhero en onzième place sur dix-neuf participants; elle passe entre le candidat kazakh et la candidate irlandaise.

Elle remporte la compétition avec un score total de 278 points, se classant deuxième du vote des jurys et première du vote en ligne. Elle avait 51 points d'avance sur le candidat kazakh et 68 points d'avance sur la candidate espagnole. C'est la première fois de l'histoire du Concours qu'un pays l'emporte deux fois de suite,.

Viki Gabor est d'ailleurs la première personne née en Allemagne à participer au Concours.

## Discographie

### Albums studio
- 2020 : Getaway (Into my Imagination)
- 2022 : ID
- 2024 : Terminal 3

### Single
- 2019 : Time
- 2019 : Superhero
- 2020 : Ramię w ramię (avec Kayah)
- 2020 : Getaway
- 2020 : Still standing
- 2020 : Forever and a night
- 2020 : Not gonna get it
- 2020 : Afera
- 2020 : That's what she said
- 2021 : Moonlight
- 2021 : Toxic Love
- 2022 : Napad na serce
- 2022 : Could be mad
- 2022 : So what
- 2022 : Barbie
- 2022 : 3:30
- 2022 : 15 lat
- 2023 : Last Christmas (Valentina feat Petar Aničić)